# 沙浦镇
沙浦镇，是中华人民共和国广东省肇庆市鼎湖区下辖的一个乡镇级行政单位。

## 行政区划
沙浦镇下辖以下地区：
沙浦社区、桃一村、桃二村、沙一村、沙二村、沙三村、沙四村、黄布沙村、苏一村、苏二村、苏三村、典一村、典二村和典三村。

## 特产
文庆鲤、文庆鲩：中国地理标志产品。